# Rozmanova ulica, Ljubljana
Rozmanova ulica je ena izmed ulic v Ljubljani.

## Zgodovina
Skupščina Mestnega ljudskega odbora Ljubljana je leta 1952 preimenovala dotedanjo Škofjo ulico v Rozmanovo ulico, po narodnemu heroju Francu Rozmanu - Stanetu.

## Urbanizem
Rozmanova cesta poteka od križišča s Poljansko cesto in Zarnikovo ulico do križišča s Taborom in Vrhovčevo ulico.
Na cesto se (od severa proti jugu) povezujejo: Ilirska, Trubarjeva, Petkovškovo nabrežje, Vrazov trg in Poljanski nasip.

## Javni potniški promet
Po Rozmanovi ulici potekata trasi mestnih avtobusnih linij št. 5 in N5.
Na ulici je eno postajališče mestnega potniškega prometa.

### Postajališče MPP
smer jug - sever
| postajališče        | št. linije |
| ------------------- | ---------- |
| 402011 Hrvatski trg | 5, N5      |